# ダイハツ・ビーゴ
ビーゴ (Be-go) は、ダイハツ工業が生産・販売していた小型SUVである。

## 概要
テリオスの後継車。親会社のトヨタ自動車との共同開発であり、トヨタ・ラッシュは姉妹車である。形式は2WD車がJ200G型で4WD車がJ210G型。
日本仕様車は2005年の東京モーターショーで発表され、2006年1月に発売された。欧州仕様車は2006年のジュネーブ・モーターショーにて欧州仕様が公開され、その年に欧州での販売が開始された。
車名は、日本と中国（大陸）でのみ「Be-go」が使われる。この車名は英語の「be（ある・いる）」から、「go（出る・行く）」への変化を意味しており、生活や意識の変化をもたらすほど積極的に行動できるクルマをイメージして命名された。それ以外の地域では、引き続き「テリオス」(Terios) の名称が使われ、テリオスの2代目モデルとして販売される。
ただし、インドネシアでは、テリオスベースの独自仕様車種であった「タルーナ」(Taruna) に代わって初めて登場した車名となる。インドネシア製テリオスは、ホイールベースを2,580 mmから2,685 mm (+105 mm)、全長を4,405 mmに延長した3列シート7人乗りとなっており、当初は5+2人乗り（+2人は最後尾に横向きの対面座席）で登場し、最終的に3列シート7人乗りに改設計されたタルーナの後継という色合いが強い。このインドネシア製のロングタイプは、インドネシア以外の東南アジア、南アジア、中東、アフリカ及び中南米の国々でも販売されている。また、インドネシア及びマレーシア向けのトヨタ・ラッシュとしてOEM供給されている。
マレーシアのプロドゥアからは、テリオスのプロドゥア生産型であった「プロドゥア・クンバラ」(Kembara) に代わって、2008年から2010年まで「プロドゥア・ノーティカ」(Nautica) の車名で販売されていた。なおノーティカはクンバラとは異なりダイハツからのOEM供給となり日本からの輸入車種となっていた。
生産は、日本では発売から2012年途中まではダイハツ九州大分（中津）工場で、それ以後はダイハツ工業本社（池田）工場で行われていた。インドネシアのアストラ・ダイハツ・モーターでは、上記の通り3列シート7人乗りタイプを生産している。また、ベネズエラにあるトヨタの生産子会社トヨタ・デ・ベネズエラに委託して、ベネズエラ国内向けのノックダウン生産が先代テリオスに引き続いて行われている。

## メカニズム
ボディ構造はビルトインラダーフレーム式モノコックを採用している。これはモノコックボディに、はしご型のフレームを組み込んで一体化させた構造である。このボディはインドネシアで生産されている、7人乗りミニバンのダイハツ・セニア/トヨタ・アバンザのボディをベースに開発が進められ、専用に新設計されたものである。
エンジンは直列4気筒DOHC ガソリンエンジン。ドライブトレインは縦置きエンジンのFRと4WDであり、日本向けFRモデルにはローダウンサスペンションが標準装備されている。トランスミッションは、4速ATと5速MTで、副変速機（ローレンジ）は持たない。日本向けのATのみインパネシフトを採用するが、MTと日本国外向けのATはフロアシフトとなっている。なお、仕向け地によっては1.3 LのK3-VE型エンジンに5速MTのみを組み合わせたグレードも用意されている。4WDは、車内のスイッチでロックが可能なセンターデフを備えたフルタイム方式である。
給油口はラガー、ロッキー、テリオスと同様、右側となっている。

## 年表
- 2005年
  - 9月 - 第61回フランクフルトモーターショー（IAA）に「D-Compact 4x4」の名称で参考出品。
  - 10月 - 第39回東京モーターショーに出品。
- 2006年1月17日 - OEM供給モデルであるトヨタ・ラッシュと同時発売。目標月間販売台数は500台と発表された。CMキャラクターにはKinKi Kidsの堂本剛が起用され、キャッチコピーは「ゴツカワいい」。
- 2008年
  - 1月11日 - 一部改良。

ボディカラーにブリティッシュグリーンマイカとパールホワイトIII（オプションカラー）を追加。パーキングブレーキ戻し忘れ防止ブザーを装備した。併せて、「CX」をベースに、シート表皮の一部にアルカンターラを採用し、ディスチャージヘッドランプ、専用アルミホイール、メッキインナードアハンドルなどを装備した特別仕様車「CX Limited」を発売。
  - 11月13日 - マイナーチェンジ。
- 2010年7月 - 一部改良。

「CL」を「CX Special」に改称したほか、一部標準装備及びメーカーオプションの廃止などにより、価格を引き下げた。また、JC08モードへの対応により、低排出ガス車達成レベルが「平成17年規制」に格下げとなった。
- 2012年4月4日 - 一部改良。

グレード体系の整理を行い、「CX」は廃止、「CX Limited」はATのみとなった。また、リア中央席に3点式ELRシートベルトを追加するなど装備の改良を行った。
- 2013年1月31日 - 一部改良。

4WD車にVSC&TRCを標準装備。また、今回の一部改良でJC08モード燃費に対応した。なおMT車は廃止された。
- 2014年10月 - 2WD車販売終了。
- 2015年4月 ｰ ここまでの累計販売台数が21万3444台[6]となる。
- 2016年3月 - 4WD車販売終了。これと同時にホームページへの掲載も終了した。
これによりダイハツにおける日本国内向けの普通車登録のSUVが一旦消滅し、1974年に発売されたタフト以来42年の歴史に一旦幕を降ろすこととなったがビーゴの販売終了から約3年7か月後の2019年11月5日に販売を開始した小型クロスオーバーSUVの2代目ロッキーが間接上の後継車種となった。
- 2017年11月23日 - インドネシアで発表されたテリオス（OEM供給モデルのトヨタ・ラッシュ）のフルモデルチェンジ後、東南アジア生産モデルの販売終了。

## ラインナップ
- CX Special：ラッシュのXに相当。
- CX Limited：ラッシュのG・Lパッケージに相当。

## トヨタ・ラッシュとの相違点
- 発売当初は背面スペアタイヤカバーに、2008年1月生産以降は車名ロゴ左側にCIマークが付く（ラッシュは前部のみトヨタマークが付く）。
- 2008年11月のマイナーチェンジまで、上位グレードの装備で、ラッシュでは標準装備となっているものがビーゴでは「プレミアムパック」としてオプションとなっていた（マイナーチェンジ以降は装備の違いはない）。